# D-27 (エンジン)

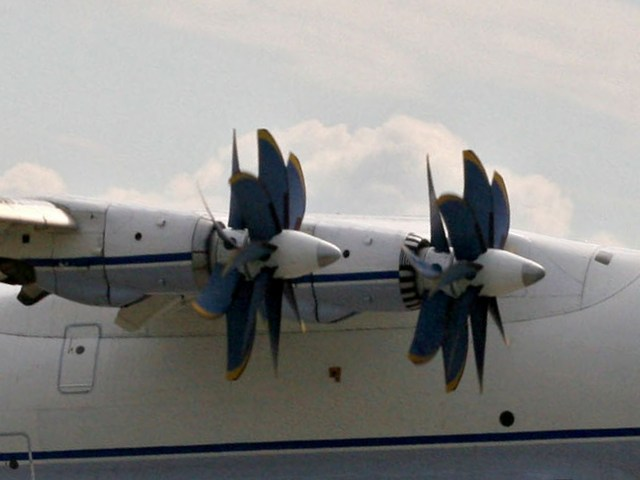
アントノフ An-70のプログレスプロップファン

D-27（Д-27）は、イーウチェンコ・プロフレース社が1980年代に商業、軍用輸送機向けに開発したプロップファンエンジンである。D-27では、ゼネラル・エレクトリック GE-36UDF プロップファンとは異なり、従来同様のプロペラがエンジン全体の進行方向前方に配置されている（牽引式と呼ばれる）。パワータービンに繋がった減速機が、同軸反転プロップファンブレードに接続して動力を伝達する。それまで予想されたより石油価格が安くなったこと、および客室内の騒音に対する懸念のために、初期に普及が阻害された。
明確ではないが、D-27エンジンのコアは3軸式ターボファンエンジンであるD-36に関係或いは派生したと推定される。
D-27エンジンは中止されたYak-46計画のようなより高効率の旅客機への搭載を目的として開発されAn-70軍用輸送機の動力として選定された。
D-27は将来の派生型エンジンの原型となる事が期待される。

## 設計と開発
エンジンはイーウチェンコ・プロフレース設計局によって民間と軍用輸送機のために開発された。複数の民間用と軍用の複数の新型エンジンを含む航空製品への高まる需要予測に応じる目的で設計された。最大出力は14000shpである。現在は中型軍用輸送機であるAn-70に搭載して公式試験を進めている。これまでの生産台数は16台である。
D-27は、ターボファンエンジンであるD-36を元に開発された。
D-27エンジンの開発でイーウチェンコ=プログレスは同様にD-27エンジンのコアを基に複数の派生機種の構想を有する。例えば異なる派生型は異なる目的と異なる時期のために予定される。:
- AI-127 - Mil Mi-26ヘリコプター用に計画される出力14500 hpのターボシャフト派生型。
- AI-727 - 推力帯域が9000kgfから11000 kgfの一連の超高バイパスギヤードターボファンエンジン。

(低騒音高翼弦長ファンを減速ギアによって駆動する事が提案される。)
D-27の2軸式ガス生成機は軸流式の低圧圧縮機、混合流式高圧圧縮機、アニュラ型燃焼器、単段式高圧タービン、および単段式低圧タービンから構成される。そして、SPE Aerosilaで生産されるSV-27同軸反転プロペラがプロペラの過加速を防ぐための推力計を収めた減速用の遊星ギアを介して4段式のタービンに連結される。

## 搭載機
- An-70
- A-42PE
- An-180
- Yak-44

## 仕様
一般的特性
- 形式: 2軸式プロップファン
- 全長: 4.2m（165.3in）
- 全幅：1.2m（49.5in）
- 全高：1.3m（53.9in）
- プロペラ直径：4.5m（177.1in）
- 直径:
- 乾燥重量: 1,650キログラム (3,638 lb)

構成要素
- 圧縮機: 低圧:5段軸流式、高圧:2段軸流式、単段遠心式[2]
- 燃焼器: アニュラ型燃焼器
- タービン: 単段高圧、単段低圧

性能
- 出力: 14,000馬力 (10,440 kW)
- 出力重量比: 6.33 kW/kg （3.85hp/lb）

出典: forecastinternational.com